# 단천시
단천시(端川市)는 조선민주주의인민공화국 함경남도의 북동쪽에 있는 도시이다.

## 지리
동해에 접하고 남대천이 동쪽으로 흐르고 있다. 산지에 접해 있지만, 남쪽은 단천평야가 있다.
동쪽은 함경북도 김책시(대한민국에선 성진시),서쪽은 허천군과 덕성군,남쪽은 동해,북쪽은 량강도 김형권군이다.

## 역사
| Daedongyeojido (Gyujanggak) 05-03.jpg | Daedongyeojido (Gyujanggak) 05-02.jpg |
| Daedongyeojido (Gyujanggak) 06-03.jpg | Daedongyeojido (Gyujanggak) 06-02.jpg |

고구려, 발해의 지배를 받았으며, 발해가 패망한 뒤에는 오림금촌(吳林金村)이라는 이름으로 여진족의 땅이었다. 고려 예종(睿宗) 2년에 윤관(尹瓘)이 여진족을 내쫓고 복주성(福州城)을 쌓았으나(동북 9성) 2년만에 성을 헐고 그 땅을 여진족에 반환하였다. 훗날 몽골 제국의 지배를 받았으며, 쌍성총관부(雙城摠管府) 관할로써 기록에는 당시 독로올(禿魯兀)이라는 지명으로 불렸다고 한다(《고려사》). 고려 말기 공민왕(恭愍王)이 반원정책을 시행하면서 쌍성 수복과 함께 고려의 영토가 되었다.
우왕 8년(1381년)에 단주안무사(端州安撫使)로 고쳤다. 이듬해 요심 초적들의 습격을 받았으며, 동왕 11년(1385년)에는 왜구가 침공하기도 했다.
조선 왕조가 개창되고 태조 7년(1398년) 지단주군사로 고쳤으며, 이 때에 '채리'로 아오, 상가사, 어파홍, 군대의 4곳이 설치되었다. 태종 9년에는 시리(실실리), 기원, 마곡 등 3개 역소가 설치되었고, 동왕 13년에 단천이라는 이름으로 고쳐졌다. 세종 3년에 심합배역이 더 설치되었고, 31년에 읍성을 쌓았다.
임진왜란 발발 당시 단천군수로 있던 강찬(姜燦)이 정문부의 의병에 호응해 거병하여 왜군을 몰아냈다. 숙종 31년에 이인엽(李寅燁)이 경연 석상에서 단천군수를 마천령(摩天嶺)을 맡은 방어사로 삼아 성진(城津), 길주(吉州)와 함께 수비하게 하자고 주장하였으나, 최석정(崔錫鼎)은 단천군수를 방어사로 삼을 필요 없이 단천과 길주가 함께 마천령을 지키고 안변과 회양이 함께 철령을 지키도록 하고, 평강 한 길은 두 도의 도신에게 물어 처리하는 것이 마땅할 듯하다고 주장하였다(《임하필기》).
- 1939년 10월 1일 단천면 일원, 복귀면 일부(두언태리, 오몽리, 룡암리)를 단천읍으로 승격하였다.[2]
- 1952년에 일부를 광천군과 허천군에 넘겨줬다.
- 1974년에 광천군이 없어지면서 광천군을 흡수했다. 광천읍은 로동자구로 개편했다.
- 1983년 시로 개편[3]

## 행정 구역
단천시는 39동과 39리로 구성되어 있다.
| - 복천동 (福川洞) - 남풍동 (南豊洞) - 백금산동 (白金山洞) - 영웅동 (英雄洞) - 금산동 (金山洞) - 돈산동 (돈山洞) - 금골1동 - 금골2동 - 금골3동 - 항구1동 (港口1洞) - 항구2동 (港口2洞) - 항구3동 (港口3洞) - 해안1동 (海岸1洞) - 해안2동 (海岸2洞) - 양산동 (梁山洞) - 내문동 (內門洞) - 금봉동 (錦峰洞) - 덕흥동 (德興洞) - 대흥1동 (大興1洞) - 대흥2동 (大興2洞) - 대신동 (大新洞) - 양천동 (陽川洞) - 북두동 (北斗洞) - 무학동 (舞鶴洞) - 룡대동 (龍坮洞) - 동암동 (東岩洞) - 포거동 (堡巨洞) - 광천동 (廣泉洞) - 선광동 (選鑛洞) - 백암동 (白岩洞) - 탐사동 (探査洞) - 지초동 (芝草洞) - 전진동 (前進洞) - 본산동 (本山洞) - 사오동 (四五洞) - 문화동 (文化洞) - 직절동 (直節洞) - 신단천1동 (新端川1洞) - 신단천2동 (新端川2洞) | - 문호리 (文湖里) - 신호리 (新湖里) - 련대리 (蓮坮里) - 양평리 (陽坪里) - 달천리 (達田里) - 송파리 (松坡里) - 령산리 (靈山里) - 백상리 (柏上里) - 가원리 (加元里) - 쌍룡리 (雙龍里) - 신동리 (新洞里) - 정동리 (貞洞里) - 석우리 (石隅里) - 삼거리 (三巨里) - 복평리 (福坪里) - 오몽리 (吾夢里) - 장내리 (場內里) - 룡연리 (龍淵里) - 문암리 (門巖里) - 돌산리 (乭山里) - 답동리 (畓洞里) - 가응리 (加應里) - 덕주리 (德州里) - 화장리 (華藏里) - 두연리 (斗淵里) - 송정리 (松亭里) - 봉화리 (豊湖里) - 영평리 (永坪里) - 룡잠리 (龍岑里) - 룡덕리 (龍德里) - 신풍리 (新豊里) - 운천리 (雲川里) - 와동리 (瓦洞里) - 신평리 (新坪里) - 리파리 (梨坡里) - 증산리 (甑山里) - 원산리 (元山里) - 룡흥리 (龍興里) |

## 산업

### 공업

#### 중공업
화학공업이 발달해 있다.

### 자원
조선 시대에는 주로 은광이 유명하였으며, 청옥(靑玉)이 발굴되었다는 기록도 있다. 마그네사이트나 코발트가 풍부하고 철광석도 채굴되는 등 지하자원이 많다. 마그네사이트는 룡양광산이나 대흥청년영웅광산 등에서 채굴이 이루어지고 있다. 백금산(검덕, 옛 북두일면)일대에 매장된 마그네사이트는 해안가의 본시가지 (옛 단천읍)으로 옮겨져 가공한 뒤 수출된다. 검덕에서는 연-아연도 채굴되고 있다.

## 교통
청진시와 함흥시 방면으로 갈 수 있는 평라선(平羅線)가 지나며, 백금산으로 가는 산업철도 금골선이 있다.

## 사건사고
2023년 12월 26일 평양에서 출발해 금골역으로 향하던 여객열차가 함경남도 단천시의 한 고개에서 전력 부족으로 전복돼 추산 400명 이상이 사망한 것으로 추정되는 사건이다.

## 같이 보기
- 조선민주주의인민공화국의 행정 구역
- 조선민주주의인민공화국의 지리

## 참고 자료
- Dormels, Rainer. North Korea's Cities: Industrial facilities, internal structures and typification. Jimoondang, 2014. ISBN 978-89-6297-167-5